# Ignacio Calle
Ignacio Calle Tobón (Cali, Colombia, 21 de agosto de 1931- Medellín, Colombia, 24 de febrero de 1982) fue un futbolista colombiano que jugaba de mediocampista desarrollo toda su carrera deportiva en Atlético Nacional, y fue internacional con Colombia en el mundial de Chile 1962

## Clubes
| Club                | País                | Año                 | Partidos | Goles |
| ------------------- | ------------------- | ------------------- | -------- | ----- |
| Nacional            | Colombia            | 1951 - 1965         | 346      | 0     |
| Total en la carrera | Total en la carrera | Total en la carrera | 346      | 0     |

## Palmarés

### Campeonatos nacionales
| Título           | Club     | País     | Año  |
| ---------------- | -------- | -------- | ---- |
| Primera División | Nacional | Colombia | 1954 |